# 楊翹碩
楊翹碩（1997年10月13日—），台灣男演員。為《伊林娛樂》旗下之藝人。2017年演出東森電視《稍息立正我愛你》偶像劇，2019年8月自創設計品牌「SUBCULTURE DNA」。2020年畢業於黎明技術學院表演藝術系。2021年2月入伍服義務役，同年底參加2021臺北時裝週。2022年演出TVBS歡樂台《機智校園生活》校園偶像劇。

## 演出作品

### 電視劇／網路劇
| 年份   | 頻道                   | 劇名                    | 飾演     |
| 2017年 | 東森電視               | 稍息立正我愛你          | 小健     |
| 2018年 | 愛奇藝台灣站           | 熱血高校                | 楊軻     |
| 2019年 | 中視主頻               | 想見你                  | 張奇恩   |
| 2021年 | 華視主頻、愛奇藝國際版 | 無神之地不下雨          | 行政人員 |
| 2021年 | Yahoo TV               | 我在追劇找世界          | 楊翹碩   |
| 2022年 | CATCHPLAY+             | 正負之間                | 失戀學弟 |
| 2022年 | TVBS歡樂台             | 機智校園生活-青春萬歲   | 歐賢明   |
| 2022年 | TVBS歡樂台             | 機智校園生活-必勝高三生 | 歐賢明   |
| 2022年 | TVBS歡樂台             | 機智校園生活-青春向前衝 | 歐賢明   |
| 2023年 | LINE TV、TVBS歡樂台    | 機智職場生活            | 歐賢明   |

### 電影
| 年份   | 電影名稱       | 角色   | 導演   |
| 2018年 | 《有一種喜歡》 | 楊翹信 | 王郁惠 |

### 網路節目
| 年份   | 節目名稱           | 備註                                     |
| 2020年 | 《怪美型不型》EP25 | 菜鳥天兵撿到槍-儀隊實戰操演 預備備       |
| 2021年 | 《10要怎樣》EP17   | 超罕見模特明星擠爆北捷！刺激快閃幕後直擊 |

## 音樂作品

### 單曲
| 年份   | 歌名    | 備註 |
| 2022年 | WAKE UP | 《機智校園生活》主題曲 與鍾岳軒、林輝瑝、黃柏峰、王新凱、鄭豐毅、李星鏴、鄭芯恩、馮容潔、孔令元、陳彥廷、賴雅琪合唱。 |

## 外部連結
- 楊翹碩的Instagram （页面存档备份，存于）
- 楊翹碩的Facebook （页面存档备份，存于）